# Marcatori della FIFA Confederations Cup
Questa voce raccoglie le statistiche relative ai marcatori della FIFA Confederations Cup: sono inclusi i giocatori che hanno segnato almeno un gol in un'edizione del torneo.
Le caselle evidenziate in verde indicano che il giocatore è stato capocannoniere dell'edizione.
Le statistiche sono aggiornate al 2 luglio 2017.

## Classifica generale
9 gol
- Cuauhtémoc Blanco
- Ronaldinho

8 gol
- Fernando Torres

7 gol
- Adriano
- Romário

6 gol
- Marzouq Al-Otaibi
- David Villa

5 gol
- Alex
- John Aloisi
- Fred
- Luís Fabiano
- Robert Pirès
- Vladimír Šmicer

## Arabia Saudita
| Nome                 | Gol | 1992 | 1995 | 1997 | 1999 |
| -------------------- | --- | ---- | ---- | ---- | ---- |
| Marzouq Al-Otaibi    | 6   |      |      |      | 6    |
| Fahad Al-Bishi       | 1   | 1    |      |      |      |
| Mohammed Al-Khilaiwi | 1   |      |      | 1    |      |
| Khalid Al-Muwallid   | 1   | 1    |      |      |      |
| Saeed Al-Owairan     | 1   | 1    |      |      |      |
| Ibrahim Al-Shahrani  | 1   |      |      |      | 1    |
| Nawaf Al-Temyat      | 1   |      |      |      | 1    |
| Yousuf Al-Thunayan   | 1   | 1    |      |      |      |
| Totale               | 13  | 4    | 0    | 1    | 8    |

## Argentina
| Nome                | Gol | 1992 | 1995 | 2005 |
| ------------------- | --- | ---- | ---- | ---- |
| Gabriel Batistuta   | 4   | 2    | 2    |      |
| Luciano Figueroa    | 4   |      |      | 4    |
| Juan Román Riquelme | 3   |      |      | 3    |
| Alberto Acosta      | 1   | 1    |      |      |
| Pablo Aimar         | 1   |      |      | 1    |
| Ricardo Altamirano  | 1   | 1    |      |      |
| Esteban Cambiasso   | 1   |      |      | 1    |
| Claudio Caniggia    | 1   | 1    |      |      |
| José Chamot         | 1   |      | 1    |      |
| Ariel Ortega        | 1   |      | 1    |      |
| Sebastián Rambert   | 1   |      | 1    |      |
| Leonardo Rodríguez  | 1   | 1    |      |      |
| Javier Saviola      | 1   |      |      | 1    |
| Diego Simeone       | 1   | 1    |      |      |
| Totale              | 22  | 7    | 5    | 10   |

## Australia
| Nome          | Gol | 1997 | 2001 | 2005 | 2017 |
| ------------- | --- | ---- | ---- | ---- | ---- |
| John Aloisi   | 5   | 1    |      | 4    |      |
| Shaun Murphy  | 2   |      | 2    |      |      |
| Josip Skoko   | 2   |      | 1    | 1    |      |
| Tomi Jurić    | 1   |      |      |      | 1    |
| Harry Kewell  | 1   | 1    |      |      |      |
| Damian Mori   | 1   | 1    |      |      |      |
| Mark Milligan | 1   |      |      |      | 1    |
| Tom Rogić     | 1   |      |      |      | 1    |
| James Troisi  | 1   |      |      |      | 1    |
| Mark Viduka   | 1   | 1    |      |      |      |
| Clayton Zane  | 1   |      | 1    |      |      |
| Totale        | 17  | 4    | 4    | 5    | 4    |

## Bolivia
| Nome              | Gol | 1999 |
| ----------------- | --- | ---- |
| Limberg Gutiérrez | 1   | 1    |
| Renny Ribera      | 1   | 1    |
| Totale            | 2   | 2    |

## Brasile
| Nome                 | Gol | 1997 | 1999 | 2001 | 2003 | 2005 | 2009 | 2013 |
| -------------------- | --- | ---- | ---- | ---- | ---- | ---- | ---- | ---- |
| Ronaldinho           | 9   |      | 6    |      |      | 3    |      |      |
| Adriano              | 7   |      |      |      | 2    | 5    |      |      |
| Romário              | 7   | 7    |      |      |      |      |      |      |
| Alex                 | 5   |      | 4    |      | 1    |      |      |      |
| Fred                 | 5   |      |      |      |      |      |      | 5    |
| Luís Fabiano         | 5   |      |      |      |      |      | 5    |      |
| Neymar               | 4   |      |      |      |      |      |      | 4    |
| Ronaldo              | 4   | 4    |      |      |      |      |      |      |
| Kaká                 | 3   |      |      |      |      | 1    | 2    |      |
| Robinho              | 3   |      |      |      |      | 2    | 1    |      |
| Zé Roberto           | 3   |      | 3    |      |      |      |      |      |
| Jô                   | 2   |      |      |      |      |      |      | 2    |
| Paulinho             | 2   |      |      |      |      |      |      | 2    |
| Roni                 | 2   |      | 2    |      |      |      |      |      |
| Carlos Miguel        | 1   |      |      | 1    |      |      |      |      |
| César Sampaio        | 1   | 1    |      |      |      |      |      |      |
| Daniel Alves         | 1   |      |      |      |      |      | 1    |      |
| Dante                | 1   |      |      |      |      |      |      | 1    |
| Denílson             | 1   | 1    |      |      |      |      |      |      |
| Felipe Melo          | 1   |      |      |      |      |      | 1    |      |
| João Carlos          | 1   |      | 1    |      |      |      |      |      |
| Juan                 | 1   |      |      |      |      |      | 1    |      |
| Juninho Pernambucano | 1   |      |      |      |      | 1    |      |      |
| Júnior Baiano        | 1   | 1    |      |      |      |      |      |      |
| Lúcio                | 1   |      |      |      |      |      | 1    |      |
| Maicon               | 1   |      |      |      |      |      | 1    |      |
| Marcos Paulo         | 1   |      | 1    |      |      |      |      |      |
| Ramon                | 1   |      |      | 1    |      |      |      |      |
| Serginho             | 1   |      | 1    |      |      |      |      |      |
| Washington           | 1   |      |      | 1    |      |      |      |      |
| Autogol              | 1   |      |      |      |      |      | 1    |      |
| Totale               | 78  | 14   | 18   | 3    | 3    | 12   | 14   | 14   |

## Camerun
| Nome                 | Gol | 2001 | 2003 | 2017 |
| -------------------- | --- | ---- | ---- | ---- |
| Vincent Aboubakar    | 1   |      |      | 1    |
| Samuel Eto'o         | 1   |      | 1    |      |
| Geremi               | 1   |      | 1    |      |
| Patrick Mboma        | 1   | 1    |      |      |
| Pius Ndiefi          | 1   |      | 1    |      |
| Bernard Tchoutang    | 1   | 1    |      |      |
| André Zambo Anguissa | 1   |      |      | 1    |
| Totale               | 7   | 2    | 3    | 2    |

## Canada
| Nome   | Gol | 2001 |
| Totale | 0   | 0    |
| ------ | --- | ---- |

## Cile
| Nome                      | Gol | 2017 |
| ------------------------- | --- | ---- |
| Martín Vladimir Rodríguez | 1   | 1    |
| Alexis Sánchez            | 1   | 1    |
| Eduardo Vargas            | 1   | 1    |
| Arturo Vidal              | 1   | 1    |
| Totale                    | 4   | 4    |

## Colombia
| Nome               | Gol | 2003 |
| ------------------ | --- | ---- |
| Giovanni Hernández | 3   | 3    |
| Jorge López        | 1   | 1    |
| Mario Yepes        | 1   | 1    |
| Totale             | 5   | 5    |

## Corea del Sud
| Nome           | Gol | 2001 |
| -------------- | --- | ---- |
| Hwang Sun-hong | 2   | 2    |
| Yoo Sang-Chul  | 1   | 1    |
| Totale         | 3   | 3    |

## Costa d'Avorio
| Nome               | Gol | 1992 |
| ------------------ | --- | ---- |
| Donald-Olivier Sié | 1   | 1    |
| Abdoulaye Traoré   | 1   | 1    |
| Totale             | 2   | 2    |

## Danimarca
| Nome             | Gol | 1995 |
| ---------------- | --- | ---- |
| Peter Rasmussen  | 2   | 2    |
| Brian Laudrup    | 1   | 1    |
| Michael Laudrup  | 1   | 1    |
| Morten Wieghorst | 1   | 1    |
| Totale           | 5   | 5    |

## Egitto
| Nome               | Gol | 1999 | 2009 |
| ------------------ | --- | ---- | ---- |
| Samir Kamouna      | 2   | 2    |      |
| Mohamed Zidan      | 2   |      | 2    |
| Ahmed Hassan       | 1   | 1    |      |
| Mohamed Soliman    | 1   |      | 1    |
| Yasser Radwan      | 1   | 1    |      |
| Abdel Sattar Sabry | 1   | 1    |      |
| Mohamed Shawky     | 1   |      | 1    |
| Totale             | 9   | 5    | 4    |

## Emirati Arabi Uniti
| Nome             | Gol | 1997 |
| ---------------- | --- | ---- |
| Adnan Al-Talyani | 1   | 1    |
| Hassan Mubarak   | 1   | 1    |
| Totale           | 2   | 2    |

Autogol a favore degli avversari
- Mohamed Obaid Al-Zahiri (a favore della Repubblica Ceca nell'edizione del 1997)

## Francia
| Nome            | Gol | 2001 | 2003 |
| --------------- | --- | ---- | ---- |
| Robert Pirès    | 5   | 2    | 3    |
| Thierry Henry   | 4   |      | 4    |
| Sylvain Wiltord | 3   | 2    | 1    |
| Éric Carrière   | 2   | 2    |      |
| Patrick Vieira  | 2   | 2    |      |
| Nicolas Anelka  | 1   | 1    |      |
| Djibril Cissé   | 1   |      | 1    |
| Marcel Desailly | 1   | 1    |      |
| Youri Djorkaeff | 1   | 1    |      |
| Ludovic Giuly   | 1   |      | 1    |
| Sidney Govou    | 1   |      | 1    |
| Olivier Kapo    | 1   |      | 1    |
| Steve Marlet    | 1   | 1    |      |
| Totale          | 24  | 12   | 12   |

## Germania
| Nome                   | Gol | 1999 | 2005 | 2017 |
| ---------------------- | --- | ---- | ---- | ---- |
| Michael Ballack        | 4   |      | 4    |      |
| Leon Goretzka          | 3   |      |      | 3    |
| Lukas Podolski         | 3   |      | 3    |      |
| Lars Stindl            | 3   |      |      | 3    |
| Timo Werner            | 3   |      |      | 3    |
| Kevin Kurányi          | 2   |      | 2    |      |
| Bastian Schweinsteiger | 2   |      | 2    |      |
| Gerald Asamoah         | 1   |      | 1    |      |
| Kerem Demirbay         | 1   |      |      | 1    |
| Julian Draxler         | 1   |      |      | 1    |
| Mike Hanke             | 1   |      | 1    |      |
| Robert Huth            | 1   |      | 1    |      |
| Lothar Matthäus        | 1   | 1    |      |      |
| Per Mertesacker        | 1   |      | 1    |      |
| Michael Preetz         | 1   | 1    |      |      |
| Amin Younes            | 1   |      |      | 1    |
| Totale                 | 29  | 2    | 15   | 12   |

## Giappone
| Nome               | Gol | 1995 | 2001 | 2003 | 2005 | 2013 |
| ------------------ | --- | ---- | ---- | ---- | ---- | ---- |
| Shunsuke Nakamura  | 4   |      |      | 3    | 1    |      |
| Hidetoshi Nakata   | 2   |      | 1    | 1    |      |      |
| Masashi Oguro      | 2   |      |      |      | 2    |      |
| Shinji Okazaki     | 2   |      |      |      |      | 2    |
| Takayuki Suzuki    | 2   |      | 2    |      |      |      |
| Keisuke Honda      | 1   |      |      |      |      | 1    |
| Shinji Kagawa      | 1   |      |      |      |      | 1    |
| Kazuyoshi Miura    | 1   | 1    |      |      |      |      |
| Hiroaki Morishima  | 1   |      | 1    |      |      |      |
| Akinori Nishizawa  | 1   |      | 1    |      |      |      |
| Shinji Ono         | 1   |      | 1    |      |      |      |
| Atsushi Yanagisawa | 1   |      |      |      | 1    |      |
| Totale             | 19  | 1    | 6    | 4    | 4    | 4    |

Autogol in favore degli avversari
Atsuto Uchida (a favore dell'Italia nell'edizione 2013)

## Grecia
| Nome   | Gol | 2005 |
| Totale | 0   | 0    |
| ------ | --- | ---- |

## Iraq
| Nome   | Gol | 2009 |
| Totale | 0   | 0    |
| ------ | --- | ---- |

## Italia
| Nome                 | Gol | 2009 | 2013 |
| -------------------- | --- | ---- | ---- |
| Mario Balotelli      | 2   |      | 2    |
| Giuseppe Rossi       | 2   | 2    |      |
| Daniele De Rossi     | 2   | 1    | 1    |
| Andrea Pirlo         | 1   |      | 1    |
| Sebastian Giovinco   | 1   |      | 1    |
| Emanuele Giaccherini | 1   |      | 1    |
| Giorgio Chiellini    | 1   |      | 1    |
| Alessandro Diamanti  | 1   |      | 1    |
| Davide Astori        | 1   |      | 1    |
| Autogol              | 1   |      | 1    |
| Totale               | 13  | 3    | 10   |

Autogol a favore degli avversari
- Andrea Dossena (a favore del Brasile nell'edizione del 2009)

## Messico
| Nome                | Gol | 1995 | 1997 | 1999 | 2001 | 2005 | 2013 | 2017 |
| ------------------- | --- | ---- | ---- | ---- | ---- | ---- | ---- | ---- |
| Cuauhtémoc Blanco   | 9   |      | 3    | 6    |      |      |      |      |
| Javier Hernández    | 4   |      |      |      |      |      | 3    | 1    |
| José Manuel Abundis | 3   |      |      | 3    |      |      |      |      |
| Jared Borgetti      | 3   |      |      |      |      | 3    |      |      |
| Luis García         | 3   | 3    |      |      |      |      |      |      |
| Francisco Palencia  | 3   |      | 2    | 1    |      |      |      |      |
| Francisco Fonseca   | 2   |      |      |      |      | 2    |      |      |
| Ramón Ramírez       | 2   | 1    | 1    |      |      |      |      |      |
| Miguel Zepeda       | 2   |      |      | 2    |      |      |      |      |
| Néstor Araujo       | 1   |      |      |      |      |      |      | 1    |
| Marco Fabián        | 1   |      |      |      |      |      |      | 1    |
| Luis Hernández      | 1   |      | 1    |      |      |      |      |      |
| Raúl Jiménez        | 1   |      |      |      |      |      |      | 1    |
| Hirving Lozano      | 1   |      |      |      |      |      |      | 1    |
| Braulio Luna        | 1   |      | 1    |      |      |      |      |      |
| Héctor Moreno       | 1   |      |      |      |      |      |      | 1    |
| Pável Pardo         | 1   |      |      | 1    |      |      |      |      |
| Oribe Peralta       | 1   |      |      |      |      |      |      | 1    |
| Víctor Ruiz         | 1   |      |      |      | 1    |      |      |      |
| Carlos Salcido      | 1   |      |      |      |      | 1    |      |      |
| Sinha               | 1   |      |      |      |      | 1    |      |      |
| Autogol             | 1   |      |      |      |      |      |      | 1    |
| Totale              | 44  | 4    | 8    | 13   | 1    | 7    | 3    | 8    |

## Nigeria
| Nome                   | Gol | 1995 | 2013 |
| ---------------------- | --- | ---- | ---- |
| Nnamdi Oduamadi        | 3   |      | 3    |
| Daniel Amokachi        | 2   | 2    |      |
| Mutiu Adepoju          | 1   | 1    |      |
| Emmanuel Amuneke       | 1   | 1    |      |
| Uwa Elderson Echiéjilé | 1   |      | 1    |
| Mikel John Obi         | 1   |      | 1    |
| Autogol                | 2   |      | 2    |
| Totale                 | 11  | 4    | 7    |

## Nuova Zelanda
| Nome            | Gol | 1999 | 2003 | 2009 | 2017 |
| --------------- | --- | ---- | ---- | ---- | ---- |
| Raf de Gregorio | 1   |      | 1    |      |      |
| Chris Wood      | 1   |      |      |      | 1    |
| Chris Zoricich  | 1   | 1    |      |      |      |
| Totale          | 3   | 1    | 1    | 0    | 1    |

Autogol a favore degli avversari
- Michael Boxall (a favore della Russia nell'edizione del 2017)

## Portogallo
| Nome              | Gol | 2017 |
| ----------------- | --- | ---- |
| Cristiano Ronaldo | 2   | 2    |
| Nani              | 1   | 1    |
| Pepe              | 1   | 1    |
| Ricardo Quaresma  | 1   | 1    |
| Adrien Silva      | 1   | 1    |
| André Silva       | 1   | 1    |
| Bernardo Silva    | 1   | 1    |
| Cédric Soares     | 1   | 1    |
| Totale            | 9   | 9    |

Autogol a favore degli avversari
- Neto (a favore del Messico nell'edizione del 2017)

## Rep. Ceca
| Nome            | Gol | 1997 |
| --------------- | --- | ---- |
| Vladimír Šmicer | 5   | 5    |
| Pavel Nedvěd    | 2   | 2    |
| Edvard Lasota   | 1   | 1    |
| Horst Siegl     | 1   | 1    |
| Autogol         | 1   | 1    |
| Totale          | 10  | 10   |

## Russia
| Nome              | Gol | 2017 |
| ----------------- | --- | ---- |
| Aleksandr Samedov | 1   | 1    |
| Fëdor Smolov      | 1   | 1    |
| Autogol           | 1   | 1    |
| Totale            | 3   | 3    |

## Spagna
| Nome              | Gol | 2009 | 2013 |
| ----------------- | --- | ---- | ---- |
| Fernando Torres   | 8   | 3    | 5    |
| David Villa       | 6   | 3    | 3    |
| Jordi Alba        | 2   |      | 2    |
| Daniel Güiza      | 2   | 2    |      |
| David Silva       | 2   |      | 2    |
| Xabi Alonso       | 1   | 1    |      |
| Cesc Fàbregas     | 1   | 1    |      |
| Fernando Llorente | 1   | 1    |      |
| Juan Mata         | 1   |      | 1    |
| Pedro             | 1   |      | 1    |
| Roberto Soldado   | 1   |      | 1    |
| Totale            | 26  | 11   | 15   |

## Sudafrica
| Nome              | Gol | 1997 | 2009 |
| ----------------- | --- | ---- | ---- |
| Helman Mkhalele   | 2   | 2    |      |
| Katlego Mphela    | 2   |      | 2    |
| Bernard Parker    | 2   |      | 2    |
| Brendan Augustine | 1   | 1    |      |
| Pollen Ndlanya    | 1   | 1    |      |
| Lucas Radebe      | 1   | 1    |      |
| Totale            | 9   | 5    | 4    |

## Tahiti
| Nome           | Gol | 2013 |
| -------------- | --- | ---- |
| Jonathan Tehau | 1   | 1    |
| Totale         | 1   | 1    |

Autogol a favore degli avversari
- Jonathan Tehau (a favore della Nigeria nell'edizione del 2013)
- Nicolas Vallar (a favore della Nigeria nell'edizione del 2013)

## Tunisia
| Nome                   | Gol | 2005 |
| ---------------------- | --- | ---- |
| Francileudo dos Santos | 2   | 2    |
| Haykel Guemamdia       | 1   | 1    |
| Totale                 | 3   | 3    |

## Turchia
| Nome               | Gol | 2003 |
| ------------------ | --- | ---- |
| Okan Yılmaz        | 3   | 3    |
| Tuncay Şanlı       | 3   | 3    |
| Gökdeniz Karadeniz | 2   | 2    |
| Totale             | 8   | 8    |

## Stati Uniti
| Nome             | Gol | 1992 | 1999 | 2003 | 2009 |
| ---------------- | --- | ---- | ---- | ---- | ---- |
| Clint Dempsey    | 3   |      |      |      | 3    |
| Landon Donovan   | 2   |      |      |      | 2    |
| Brian McBride    | 2   |      | 2    |      |      |
| Bruce Murray     | 2   | 2    |      |      |      |
| Jozy Altidore    | 1   |      |      |      | 1    |
| Marcelo Balboa   | 1   | 1    |      |      |      |
| DaMarcus Beasley | 1   |      |      | 1    |      |
| Michael Bradley  | 1   |      |      |      | 1    |
| Paul Bravo       | 1   |      | 1    |      |      |
| Charlie Davies   | 1   |      |      |      | 1    |
| Cobi Jones       | 1   | 1    |      |      |      |
| Jovan Kirovski   | 1   |      | 1    |      |      |
| Joe-Max Moore    | 1   |      | 1    |      |      |
| Ben Olsen        | 1   |      | 1    |      |      |
| Eric Wynalda     | 1   | 1    |      |      |      |
| Totale           | 20  | 5    | 6    | 1    | 8    |

## Uruguay
| Nome               | Gol | 1997 | 2013 |
| ------------------ | --- | ---- | ---- |
| Abel Hernández     | 4   |      | 4    |
| Edinson Cavani     | 3   |      | 3    |
| Luis Suarez        | 3   |      | 3    |
| Darío Silva        | 2   | 2    |      |
| Nicolas Olivera    | 2   | 2    |      |
| Christian Callejas | 1   | 1    |      |
| Diego Forlán       | 1   |      | 1    |
| Nicolás Lodeiro    | 1   |      | 1    |
| Diego Lugano       | 1   |      | 1    |
| Antonio Pacheco    | 1   | 1    |      |
| Diego Pérez        | 1   |      | 1    |
| Álvaro Recoba      | 1   | 1    |      |
| Marcelo Zalayeta   | 1   | 1    |      |
| Totale             | 22  | 8    | 14   |